# Сага (притока Супою)
Сага (Соснівка) — річка в Україні, у Бориспільському районі Київської області. Права притока Супою (басейн Дніпра).

## Опис
Довжина річки приблизно 10 км.

## Розташування
Бере початок у селі Сомкова Долина. Тече переважно на південний схід через Соснівку, Соснову і впадає у річку Супій, ліву притоку Дніпра.
Неподалік від витоку річки пролягає європейський автошлях E40М03